# Bernardino de Rossi
Pour les articles homonymes, voir Rossi.
Ne doit pas être confondu avec Bernardino Rossi, peintre italien néoclassique.
Bernardino de Rossi, né à Pavie, est un peintre italien de la Renaissance des XVe et XVIe siècles.

## Biographie
Originaire de Pavie, Bernardino de Rossi fut appelé à Milan en 1490 pour décorer le Palais Porta Giovia de Ludovic Sforza. En 1491, l'année suivante, il peint une toile de la Vierge aux Saints et aux Donateurs à l'Église Santa Maria della Pusterla de sa ville natale. Pendant une période de dix ans, de 1498 à 1508, il décora la Chartreuse de Pavie de peintures et de fresques dont seuls trois subsistent aujourd'hui. Il effectua en 1511 quelques fresques pour les Chartreux de l'église de Viganò qui n'existent plus aujourd'hui. Il œuvrait à Pavie. On ne connait pas sa date de naissance ni de décès. 

## Œuvres
Liste non-exhaustive de ses peintures : 
- Vierge aux Saints et aux Donateurs, huile sur toile, 1491, Église Santa Maria della Pusterla à Pavie ;
- Les Éternels, fresque, entre 1498 et 1598, Chartreuse de Pavie ;
- Prophètes, fresque, entre 1498 et 1598, Chartreuse de Pavie ;
- Vierge annonciatrice, fresque, entre 1498 et 1598, Chartreuse de Pavie.